# 別容

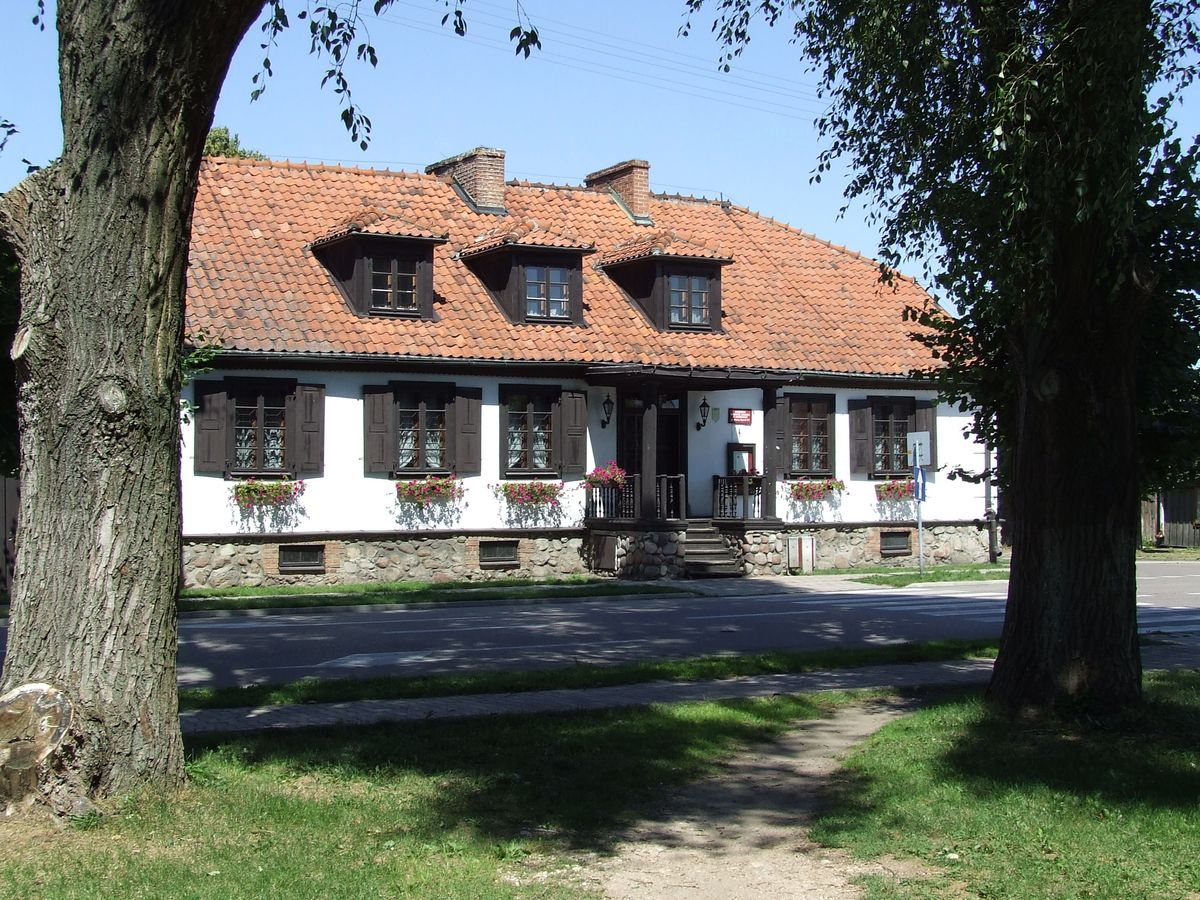

別容是波蘭的城鎮，位於該國中部，距離首都華沙35公里，由馬佐夫舍省負責管轄，面積12.07平方公里，海拔高度117米，鎮上的歷史博物館建於1974年，2006年人口1,874。

## 外部連結
- Official town and commune webpage（页面存档备份，存于）
- Jewish Community in Bieżuń（页面存档备份，存于） on Virtual Shtetl

52°57′25″N 19°53′15″E / 52.95694°N 19.88750°E